# Калум Стајлс
 Калум Стајлс (енгл. Callum Styles, Бери, 28. март 2000) је професионални фудбалер који игра за ЕФЛ Чампионшип клуб Сандерленд, на позајмици из ЕФЛ Леагуе један клуба Барнслија. Рођен у Енглеској, игра за репрезентацију Мађарске. Свестран играч, Стајлс може да се користи као дефанзивни везни, леви бек, централни везни, нападачки везни или лево крило.

## Каријера
Стајлс је започео каријеру у Барнлијевој академији, али није успео да потпише професионални уговор и пуштен је да иде у неки други клуб са 16 година.

## Клубови

### Бери
Прешао је у енглески трећелигаш Бери, где је 8. маја 2016. уписао први професионални наступ против Саутенд јунајтеда, у последњој утакмици сезоне, као замена за Ентонија Дадлија у 75. минуту. Његов тим је тада победио са 3 : 2. На свом дебију, постао је први играч рођен у новом миленијуму који је играо у трећој лиги. Берију су касније одузета три бода након што је утврђено да Стајлс није био правилно регистрован за меч.
Дана 21. фебруара 2017. потписао је професионални уговор са Беријем на две и по године.

### Барнсли
Дана 6. августа 2018, Стајлс је потписао за клуб прве лиге Барнсли за 500.000 фунти, потписавши четворогодишњи уговор, али се вратио у Бери на позајмицу до јануарског прелазног рока. За Бери је имао 21 наступ у свим такмичењима пре него што се вратио у свој матични клуб.
Стајлс је дебитовао за Барнслију 9. марта 2019. као замена против Акрингтона Стенлија, заменивши Мамадуа Тијама. Постигао је свој први гол за Тајксе, на гостовању у Брентфорду последњег дана сезоне, помажући екипи Јоркшира да задржи статус члана шампионат лиге.
Дана 5. августа 2023. одиграо је свој први меч у сезони 2023/24 ЕФЛ Лиге 1 у победи од 7 : 0 против Порт Вејла. У интервјуу, Нил Колинс је рекао да је сигуран да ће клубови ЕФЛ шампионата бити заинтересовани за потписивање Стајлса. У другом колу је одиграо целу утакмицу против Бристол Роверса. Дана 23. децембра 2023. имао је асистенцију додавањем лоште Џону Мекитију на средини своје половине против Стевенаге Ф.К.

### Милвол
На дан крајњег рока, 1. септембра 2022., Стајлс је потписао нови уговор у Барнслију до 2025. пре него што се придружио Милволу на сезонској позајмици. Дана 22. октобра 2022. постигао је свој први и једини гол за Милвол против Вест Бромвич албиона на домаћем стадиону, у ЕФЛ шампионату 2022–23. У фебруару 2023. на тренингу је задобио повреду квадрицепса. Међутим, играо је у наредном мечу против Кардиф Ситија. На следећем тренингу осетио је нешто чудно у нози, а физиотерапеут је скенирао и установио да је његова повреда озбиљнија него што се мислило. Морао је да се опоравља три месеца. Дана 18. априла 2023. се вратио и играо против Бирмингем Ситија у сезони ЕФЛ шампионата 2022–23.

#### Сандерленд
Дана 1. фебруара 2024. Стајлс се придружио Сандерленду на почетној позајмици до краја сезоне. Постао је други Мађар који је играо за Сандерленд, после голмана Мартона Филепа. Дана 24. фебруара 2024. дебитовао је у Сандерленду у поразу од 2-1 против Свонсија А.Ф.К.. Дана 13. априла 2024. дао је асистенцију Екваху у победи од 1-0 над Вест Бромвич албионом.

## Репрезентација
Иако је рођен у Енглеској, Стајлс је такође имао право да игра међународни фудбал за Украјину и Мађарску преко своје баке и деде. Стајлс је 14. марта 2022. године укључен у састав Мађарске за утакмице против Србије и Северне Ирске. Стајлс је 24. марта 2022. дебитовао у репрезентацији Мађарске против Србије на Пушкаш арени. Ушао је на терен као замена за Жолта Нађа у 70. минуту.
Дана 27. септембра 2022. добио је највишу оцену (7,62 од 10) за свој наступ од стране гласача Немзети Спорта у утакмици УЕФА Лиге А нација 2022–23 против репрезентације Италије.
Дана 14. јуна 2022. такође је играо на стадиону Молинеук у Вулверхемптону у утакмици УЕФА Лиге нација 2022–23, када је Мађарска победила Енглеску са 4–0.